# Отказанный отыгрыш Иванова

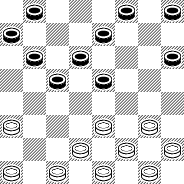
Табия дебюта

Отказанный отыгрыш Иванова (Отказанный отыгрыш В. А. Иванова) — редкий именной дебют в русских шашках. Табия дебюта возникает после ходов 1.cd4 dc5 2.bc3 cd6 3.cb4 fe5 4.d:f6 g:e5 5.ba5 hg7 6.a:c7 d:b6.
Вариант отказанного отыгрыша: 1.cd4 dc5 2.bc3 cd6 3.cb4 — так начинается дебют отыгрыш 3…fe5 — черные отказываются от «отыгрыша» 4.d:f6 g:e5. 5.ba5 hg7 — остальные ходы проигрывают, не исключая естественные 5…bc7? (анализ В. И. Абаулина, в книге Русские и стоклеточные шашки. Сборник материалов. — М.:ФиС, 1959, с.172) и 5…dc7? (Ветрогон Г. — Степанов П., Турнир Латвийской КЗШС 10-48, 1976) — 6.a:c7 d:b6. Парадоксальная позиция, с видимым позиционным преимуществом белых. Однако у черных сильная защита и потенциал к атаке ослабленного левого фланга белых.
Пример партии.
Таюрская Виктория — Гребенёва Олеся 2:0, RCW-02
1.cd4 dc5 2.bc3 cd6 3.cb4 fe5 4.d:f6 g:e5  5.ba5 hg7 6.a:c7 d:b6 - дебют розыгран.
7.ab2 ed4 8.gh4 ba5 - черные атакуют 9.fg3 d:f2 10.g:e3 белые защищаются gf6 11.bc3 fe5 12.gf4 e:g3 13.h:f4 - белые активизируется на правом фланге. cb4 14.a:c5 d:b4 15.fg5 h:f4 16.e:g5 ab6 17.gf6 e:g5 18.h:f6 bc5 19.cd4 c:e3 20.d:f4 bc3 21.fg5 bc7 22.gh6 cd6 23.fg7 de5 24.gh8 ed4 25.ef2 ab4 26.fg3 fe7 27.hg7 ba3 28.gf4+